# Jang Kang-eun
Jang Kang-eun (ur. 4 grudnia 1988 r.) – koreański wioślarz, reprezentant Korei Południowej w wioślarskiej dwójce podwójnej wagi lekkiej podczas Letnich Igrzysk Olimpijskich w Pekinie.

## Osiągnięcia
- Mistrzostwa Świata – Monachium 2007 – dwójka podwójna wagi lekkiej – 25. miejsce[1].
- Igrzyska Olimpijskie – Pekin 2008 – dwójka podwójna wagi lekkiej – 20. miejsce[1].